# 王廷洪
王廷洪（1972年10月—），山西省交口县人，原中共石楼县委书记；孝义市人民政府市长、党组书记、中国共产党孝义市委员会副书记、孝义经济开发区党工委书记、管委会主任。

## 生平
1972年10月，王廷洪出生在山西省交口县。
1992年7月，王廷洪从吕梁会计学校毕业，分配至交口县国有资产管理局工作。1996年1月，王廷洪出任双池镇副镇长。1999年4月调任坛索乡党委副书记、乡长。2004年1月晋升温泉乡党委书记。2007年7月，王廷洪调任交口县发展和改革局局长。2011年6月升任交口县副县长。
2015年5月，王廷洪调任中国共产党孝义市委员会副书记、孝义市人民政府市长代理（6月正式成为市长）、党组书记，前任王建国因严重违纪违法落马。2017年10月兼任孝义经济开发区党工委书记、管委会主任。
2021年3月，王廷洪出任中共石楼县委书记。

### 落马
2024年5月25日，王廷洪涉嫌严重违纪违法接受山西省纪委监委纪律审查和监察调查。